# Joan Oliva (cartógrafo)

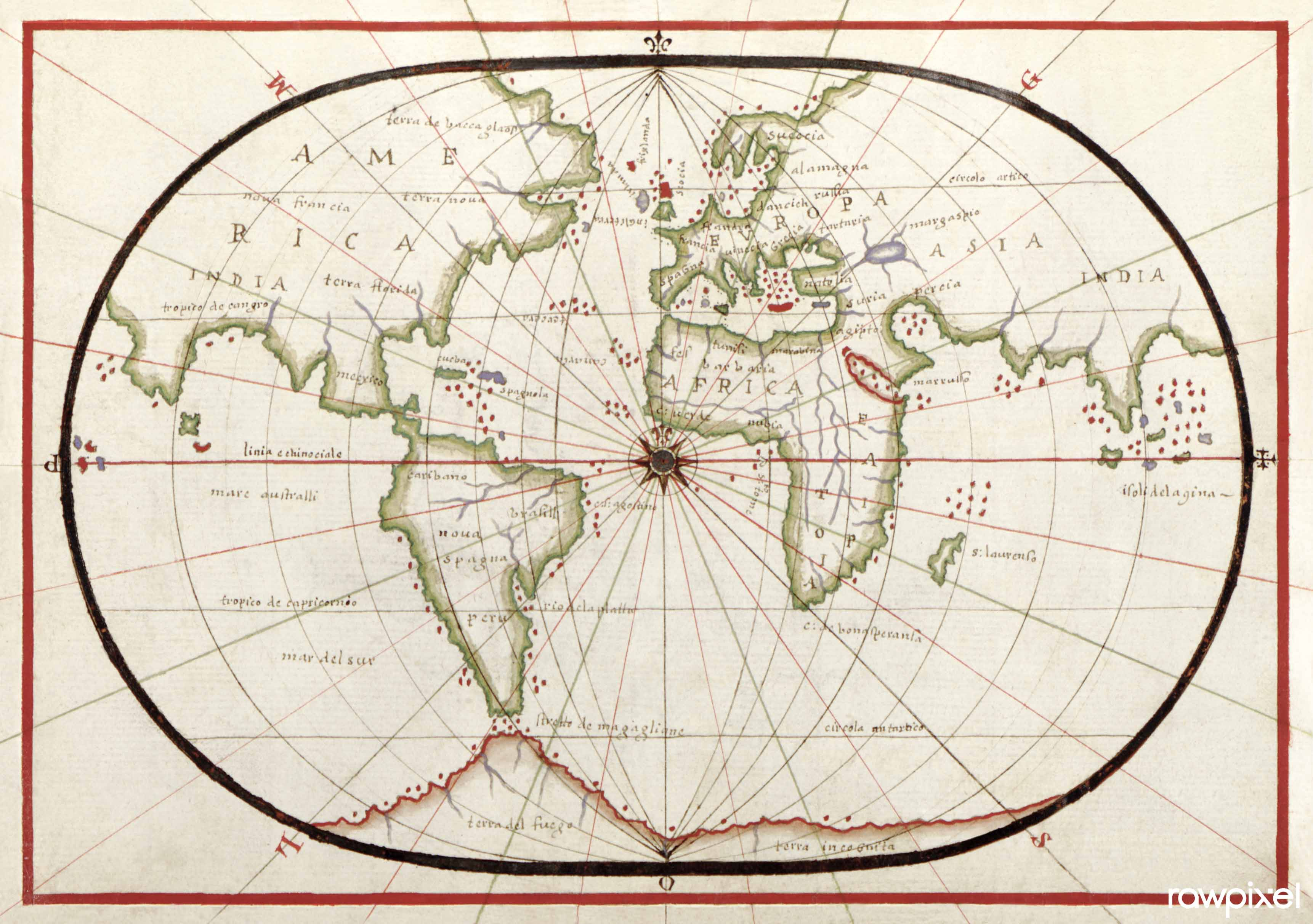
Mapamundi en proyección oval, en un atlas de Joan Oliva de 1590. Biblioteca del Congreso de Estados Unidos

Joan Oliva fue un cartógrafo mallorquín del siglo XVI, el más destacado de la célebre familia de cartógrafos Oliva (u Olives).
Trabajó principalmente en Messina (Sicilia), seguramente junto con su hermano Jaume Oliva, marinero. Otros cartógrafos de la familia fueron Bartolomé Oliva, Domènec Oliva, Jaume Oliva, Salvador Oliva y Plácido Caloiro Oliva, todos ellos con producción entre los siglos XVI y XVII.
Se conservan decenas de obras de Joan Oliva, todas ellas manuscritas, en varios museos y colecciones particulares; entre otros:
- Fundación Bartolomé March Servera : atlas de 1582 y 1614 hechos en Messina, y una carta náutica de 1620 hecha en Livorno (Toscana)[3]

- Museo Marítimo de Barcelona : atlas náutico de 1592 hecho en Messina[4]
- Biblioteca del Congreso de Estados Unidos : atlas portulano del Mediterráneo, Europa Occidental y la costa noroeste de África, con un mapamundi en proyección oval, de 1590.[5]